# Església parroquial de Sant Antoni Abat (les Alcubles)
L'església parroquial de Sant Antoni Abat és un temple  a la població de les Alcubles, a la comarca valenciana dels Serrans a les places de l'Església i de Florentina Mañes. Va ser construït entre els segles xvii i xviii, per l'ordre toscà. És un Bé de Rellevància Local.

## Antecedents
Tot i que l'església que es traba a l'actualitat data dels segles XVII i XVIII, la part antiga pertany al segle xiii, tractant-se d'un petit edifici assentat a la torre en l'actual sagristia, i identificat com una església primitiva. El problema que presentava aquesta església primitiva era el seu espai limitat, i per tant, la seva escassa capacitat per a l'entrada de fidels. Arribats al segle XVII es va construir una església de major grandària, la qual es va adossar a l'existenta, i és la que coneixerem en l'actualitat, llevat de la seva torre, que es va reconstruir posteriorment.

## Història
L'església de les Alcubles s'alça al centre històric de la vila de les Alcubles. Hi ha restes originàries dels segles xiv i xv, però l'edificia actual data del segle xvii. L'any 1917, un incendi va destruir part del sostre, el retaule de l'altar major, l'orgue, el cor i els altars laterals. Els efectes d'aquest incendi sobre l'estructura van causar l'enfonsament el 1946 del campanar. No passarien més de sis anys, el 1952, quan es va construir la torre que coneixem en l'actualitat.
Diverses vegades es va ampliar i reconstruir. En algunes de les quals s'ha utilitzat morter de ciment, el que ha suscitat a crítiques per alguns experts.
Fent una comparació amb l'església del poble veí de Casinos, es trata d'un cas completament diferent, perquè la torre de la mateixa època va aparèixer una gran clivella als anys seixanta del segle xx (i, per tant, la dècada posterior al problema que va succeir amb la torre de l'església de les Alcubles), i sota l'esperit innovador i de canvi propi de la dècada, es va enderrocar tota l'església, per a reconstruir-la des de zero. Com veiem, això no va ser el que va succeir amb el cas de l'església de Sant Antoni Abat.

## L'edifici

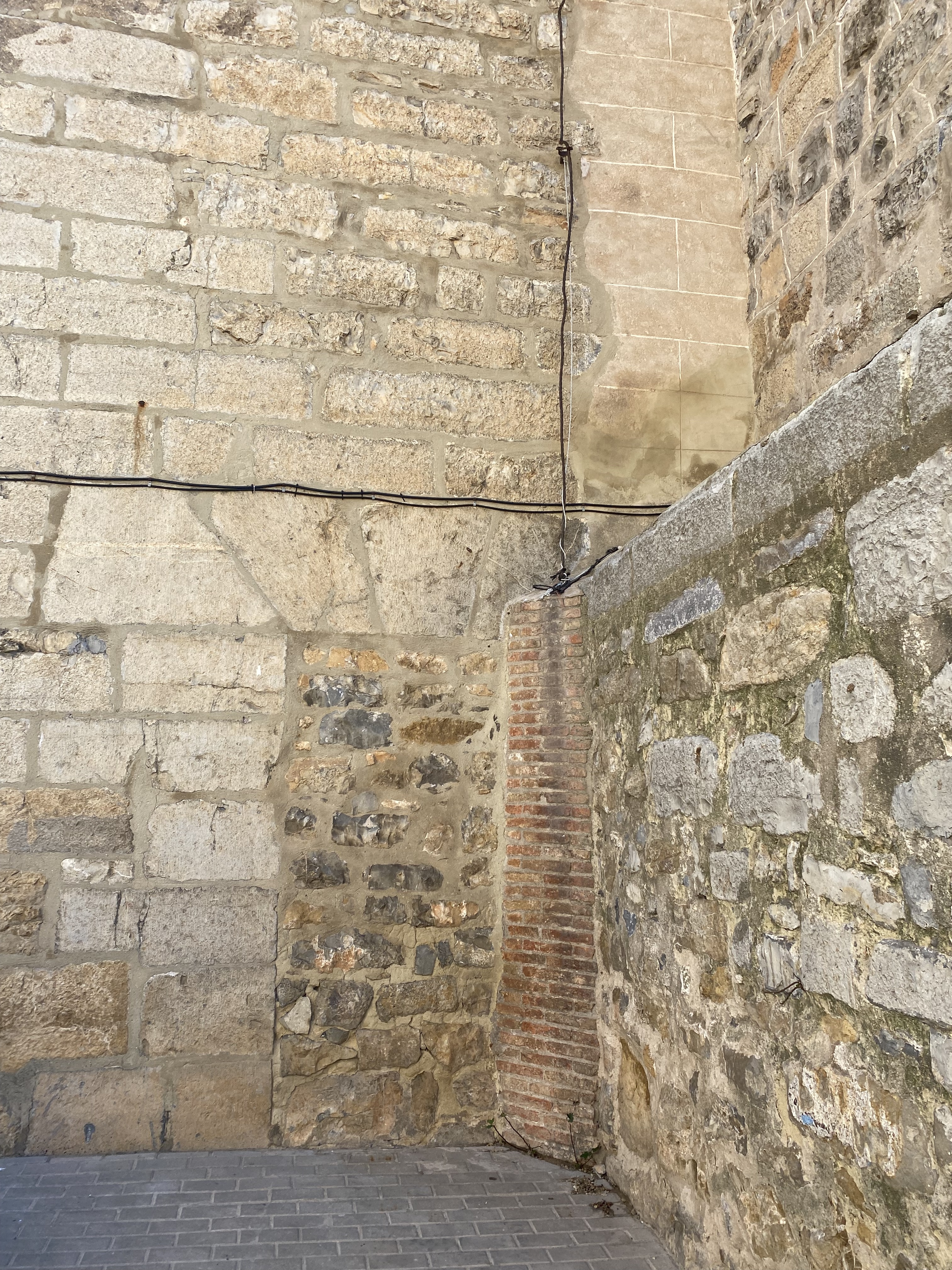
Porta tapiada

És un edifici d'una sola nau, amb cúpula vuitavada i sense creuer. Els murs són de maçoneria, i les cantonades són reforçades amb carreus de pedra. Això mateix s'ha fet en els buits, per reforçar el mur. La cúpula de la sagristia és recoberta amb teules esmaltades de color blau. Presenciem l'església, organitzada mitjançant tres portes, una al costat de l'epístola, que seria la de principal accés, i dues a ambdós costats. La porta esquerra ha sigut tapiada i en l'actualitat només en queda una al costat de la torre. Es va construir amb mur de mamposteria, amb reforç de carreus de pedra als cantons i als buits. Algo realment important, ja que permet el reforç del mur. La cúpula blava de la sagristia es pot admirar amb més claredat des de la plaça de Blasco Ibáñez.
Alguns dels seus béns mobles més destacats. Primerament,hi ha l'escultura de Sant Antoni Abat del segle xvii a l'interior. A l'origen era a l'exterior, a la façana principal, on avui hi ha una altra escultura. És feta de fusta tallada, estofada, policromada i daurada. D'altra banda, l'escultura de pedra a l'exterior, menys sensible a l'intempèrie tot limitant el risc de robatori. Ambdues escultures de Sant Antoni Abat són de formes idèntiques, excepte la policromia de l'escultura de fusta.
La creu parroquial data del segle xvi. Possiblement té la signatura d'Eloi Camanyes (1546-1630), orfebre valencià, de gran reconeixement de l'època. És feta d'argent i or, encara que l'argent predomina. A la part frontal podem apreciar la imatge del patró d'Alcublas, Sant Antoni Abat, Sant Cristòfol, en honor a la protecció dels pelegrins, els Sants de Pedra, Abdó i Senén, implorant la protecció dels camps, i salvar-los, d'aquesta manera, del mal temps, alguna cosa de vital importància pels alcublans. A la part inferior trobem la creu oriental d'Egipte, en honor al lloc de naixement de Sant Antoni Abat, i finalment, el pare etern, el qual es troba a la intersecció que forma la creu. A la part posterior es poden apreciar alguns dels sants de major rellevància de València, com ara Sant Vicent Ferrer, Santa Bàrbara, Sant Sebastià i Sant Vicent Màrtir.
Als altars laterals hi ha la Mare de Déu dels desemparats, datada del segle xvii, i va pertànyer a la Cartoixa de la Vall de Crist, d'Altura. Poc abans de la Guerra Civil va ser portada a restaurar i per això va perviure el conflicte. Està fabricada de cartó-pedra i servia per portar els pobres en els enterraments, per tal de poder oferir un enterrament digne, el material de la qual està pensat perquè el seu pes sigui el més lleuger possible.
El relicte de la cova Santa fa honor al Santuari que es troba a Altura. Pel que fa als seus materials, parlem de fusta banyada en or de 24 kt, en el centre hi ha la imatge de la Cova Santa en guix, igual que l'original. També podem apreciar un os que es troba en aquest relicte, es creu que és de Sant Vicent Ferrer, encara que realment no hi ha cap evidència.